# Lucienne Day
Désirée Lucienne Lisbeth Dulcie Day (Coulsdon, 5 de enero de 1917 - 30 de enero de 2010), nacida como Conradi, fue una diseñadora textil británica, una de las más influyentes de las décadas de 1950 y 1960. A partir de patrones abstractos, Day se inspiró en otras artes para desarrollar un nuevo estilo en los textiles británicos de posguerra, que fue conocido como diseño "contemporáneo". También trabajó otras disciplinas, como el papel pintado, la cerámica y las alfombras.

## Infancia
Nacida en Coulsdon, Surrey, Inglaterra, y criada en Croydon, Lucienne Day era hija de madre inglesa (Dulcie Conradi) y padre belga (Felix Conradi), quien trabajaba como corredor de reaseguros. En un primer momento fue educada en casa, para luego asistir a la Escuela Woodford en Croydon entre 1926 y 1929 y después a un internado en el Convento de Notre Dame de Sion en Worthing, Sussex, entre 1929 y 1934.
A los 17 años, Lucienne se matriculó en Croydon Escuela de Arte, donde desarrolló su interés por la estampación de textiles, campo en el que se especializó en la Royal College of Arts, donde  estudió entre 1937 y 1940. Durante su segundo año, hizo unas prácticas de dos meses en la firma Sanderson, donde trabajó en el estudio de papeles pintados más importante de la empresa. Aun así, como indica Lesley Jackson: “trabajar en una fábrica abrió los ojos a Day quien, a medida que crecía su gusto por el diseño moderno, encontraba cada vez más difícil adaptarse al estilo conservador de la empresa.”

## Matrimonio e inicios de su carrera

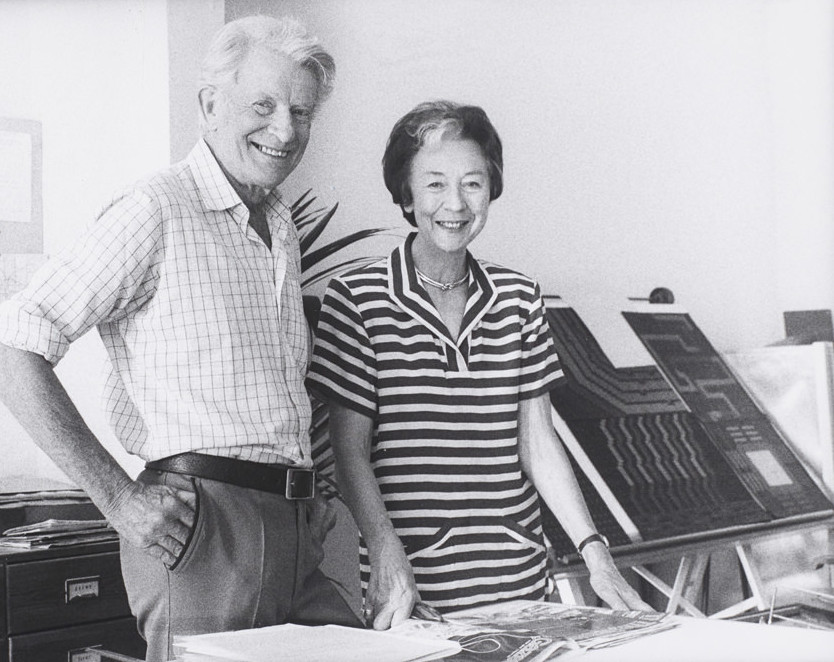
Robin y Lucienne Day en su estudio de Cheyne Walk con el mosaico de seda Enigma (1987)

En marzo de 1940, durante su último año en la RCA, Lucienne conoció a su futuro marido, el diseñador de muebles Robin Day, quien compartía su entusiasmo por el diseño moderno. Después de casarse el 5 de septiembre de 1942, la pareja se instaló en el número 33 de Markham Square, en Chelsea, Londres, y amueblaron su apartamento con textiles estampados a mano por Lucienne y muebles hechos a mano por Robin.
Debido a las limitaciones impuestas por la guerra a la fabricación de textiles, Lucienne no pudo continuar con su carrera como diseñadora durante varios años. Mientras tanto, enseñó en la Escuela de Arte Beckenham, pero en cuanto terminó la guerra comenzó a trabajar como diseñadora textil independiente.
En un primer momento se centró en tejidos para vestidos, si bien su objetivo a largo plazo fue diseñar tejidos para muebles, ámbito al que se pasó en cuanto tuvo la oportunidad. Su primer cliente importante fue Edinburgh Weavers, que produjo dos telas para muebles serigrafiadas en 1949. Poco después, recibió el encargo de realizar un diseño floral estilizado para Heal's Wholesale and Export (más tarde conocida como Heal Fabrics), la filial productora de textiles de los grandes almacenes londinenses Heal & Son. Esta tela, Fluellin (1950), marcó el inicio de su larga relación con Heal's, que duró hasta 1974. : 29–30 
En 1952, Day y su marido se mudaron a una casa de época victoriana en Londres, en el número 49 de Cheyne Walk, en Chelsea. Day transformó los interiores en un modelo de diseño "contemporáneo" y la casa apareció en varias revistas.  La planta baja sirvió como estudio conjunto de los Days durante casi cinco décadas.
A partir de 1962, aproximadamente al mismo tiempo que empezó a trabajar como consultora de diseño para John Lewis Partnership, Lucienne Day fue nombrada miembro del cuerpo docente de Royal Designers for Industry. Entre 1987 y 1989, Day se convirtió en la primera mujer en ocupar el cargo de directora de la facultad. Cinco años después de enseñar, Day comenzó a centrarse en sus trabajos con telas estampadas y diseños de papel tapiz.

## Festival de Gran Bretaña yCalyx

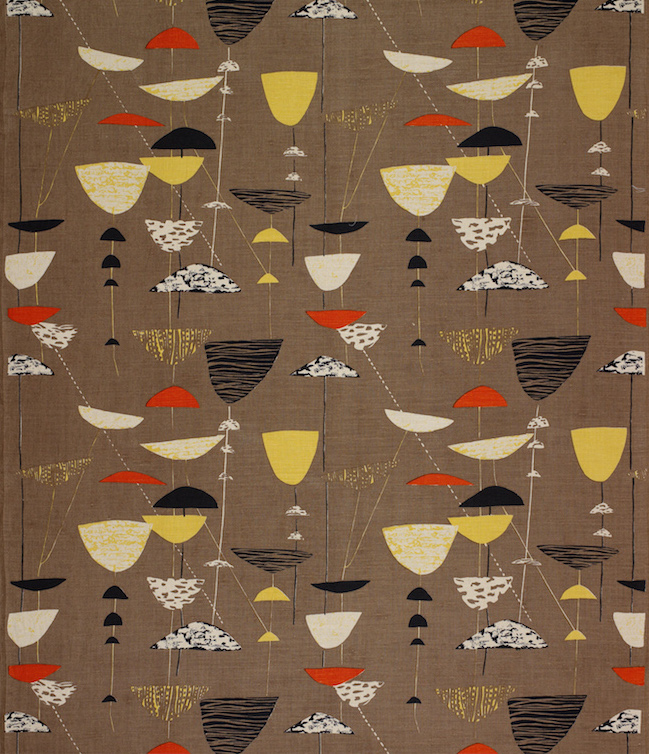
Tejido para tapicería serigrafiado Calyx, Lucienne Day, Heal's Wholesale & Export, 1951

El Festival de Gran Bretaña, una exposición histórica celebrada en el South Bank de Londres en 1951, resultó un punto de inflexión decisivo en la carrera de Lucienne Day, aprovechando la oportunidad para mostrar su talento. Creó para ello varios textiles y papeles pintados que se exhibieron en distintas habitaciones del Pabellón de Casas y Jardines. Su diseño más famoso, Calyx, fue creado como tela de decoración para un interior diseñado por su marido Robin Day. Serigrafiada a mano sobre lino en amarillo limón, rojo anaranjado y negro sobre un fondo de color oliva, Calyx era un patrón abstracto a gran escala compuesto por motivos en forma de copa conectados por líneas delgadas, que evocaban la estética de pintores y escultores modernos, como Alexander Calder y Paul Klee. : 32, 44, 46, 48 
Aunque inicialmente Heal's se mostró escéptico respecto al patrón Calyx, este fue un éxito y se vendió en grandes cantidades durante muchos años. También expuesto en la Trienal de Milán en 1951, donde ganó una medalla de oro. Este diseño generó una nueva escuela de patronaje que se conoció como el estilo "Contemporáneo". Calyx fue ampliamente emulado por otros diseñadores tanto nacionales como extranjeros.
Lucienne también diseñó tres papeles pintados para el Festival de Gran Bretaña: Provence, impreso en bloque por John Line & Son, y Stella y Diabolo, serigrafiados por Cole & Son. : 48–50 

## Diseños de textiles en las décadas de 1950 y 1960

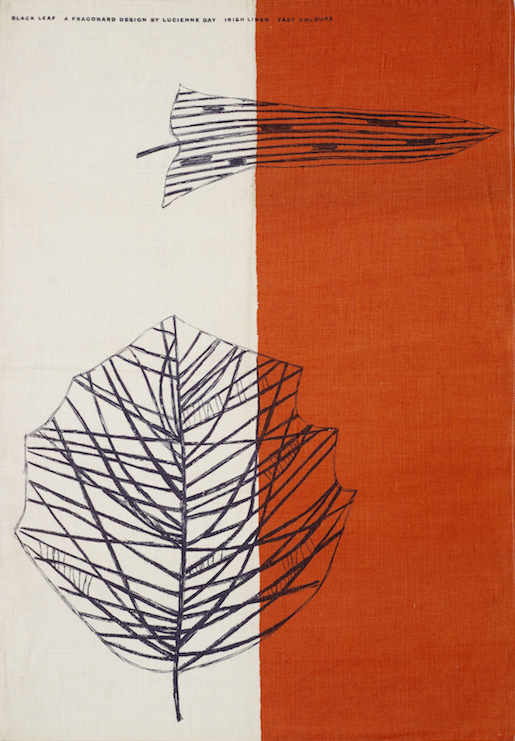
Paño de cocina Black Leaf, Lucienne Day, Thomas Somerset & Co, 1959

Tras el éxito de Calyx, Tom Worthington, director general de Heal Fabrics, encargó a Lucienne Day que diseñara hasta seis nuevas telas para muebles cada año. A lo largo de los 25 años de colaboración entre ambos, Lucienne creó más de setenta diseños para Heal's. Aunque también diseñó para otras firmas durante este período, sus textiles para Heal's forman el núcleo de su obra creativa e incluyen una serie de patrones en los que se advierte el afán por mirar hacia el futuro que caracteriza al periodo de posguerra, como Dandelion Clocks (1953), Spectators (1953), Graphica (1953), Ticker Tape (1953), Trio (1954), Herb Antony (1956) y Script (1956).
En esta época, los textiles de Lucienne se caracterizaban por un ritmo enérgico y por un estilo gráfico garabateado y arácnido. Aunque estos diseños parecen hechos de forma espontánea, sus diseños muestran en realidad una considerable habilidad técnica, particularmente por sus combinaciones de colores y repeticiones. Lucienne fue de las primeras en trabajar con diseños abstractos en textiles y contribuyó a popularizar este estilo textil en Inglaterra. Además de abstracciones puras, a menudo creaba patrones orgánicos estilizados que incorporaban motivos como hojas esqueléticas, tallos delgados, cabezas de semillas plumosas y mariposas. : 78–88 
Un poco más adelante, en respuesta a nuevas tendencias artísticas como el expresionismo abstracto y la moda arquitectónica de grandes ventanales de suelo a techo, los diseños de Lucienne para Heal's se volvieron más abiertamente pictóricos y de escala mucho mayor. Prueba de ello son patrones como Sequoia (1959) y Larch (1961), ambos con árboles, y otros abstractos y texturizados como Ducatoon (1959) y Cadenza (1961), que reflejan una evolución significativa en el estilo.
Durante la década de 1960, Lucienne adoptó colores más brillantes y formas de expresión más simples. Además de las flores nítidas y planas, como High Noon (1965), Pennycress (1966) y Poinsettia (1966), que evocan el Flower Power, desarrolló una serie de geometrías llamativas, entre ellas Apex (1967), Causeway (1968) y Sunrise (1969), que evocan paralelismos con el Op Art.
Aunque Heal Fabrics era su principal cliente, Lucienne también diseñó textiles para Liberty's y British Celanese, cuyas telas de rayón de acetato fueron comercializadas por Sanderson a mediados de la década de 1950. También renovó sus colaboraciones anteriores con Edinburgh Weavers y Cavendish Textiles. Las telas para sus vestidos para este último se vendieron a través de John Lewis Partnership.
Otro cliente importante durante este período fue la firma de Thomas Somerset, para quien Lucienne diseñó paños de cocina y mantelería. Mientras que sus manteles y servilletas eran minimalistas, sus paños de cocina eran divertidos. Prueba de ello son diseños como Jack Sprat y Too Many Cooks (1959). : 94, 96, 98, 134, 136 

## Papeles pintados, cerámicas y alfombras

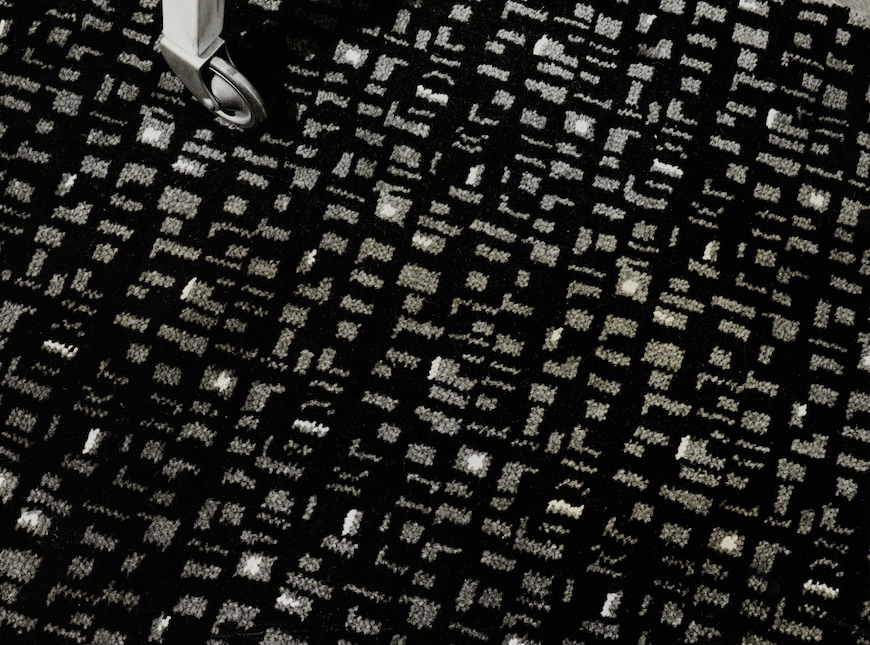
Alfombra de teselas, Lucienne Day, Tomkinsons, 1957

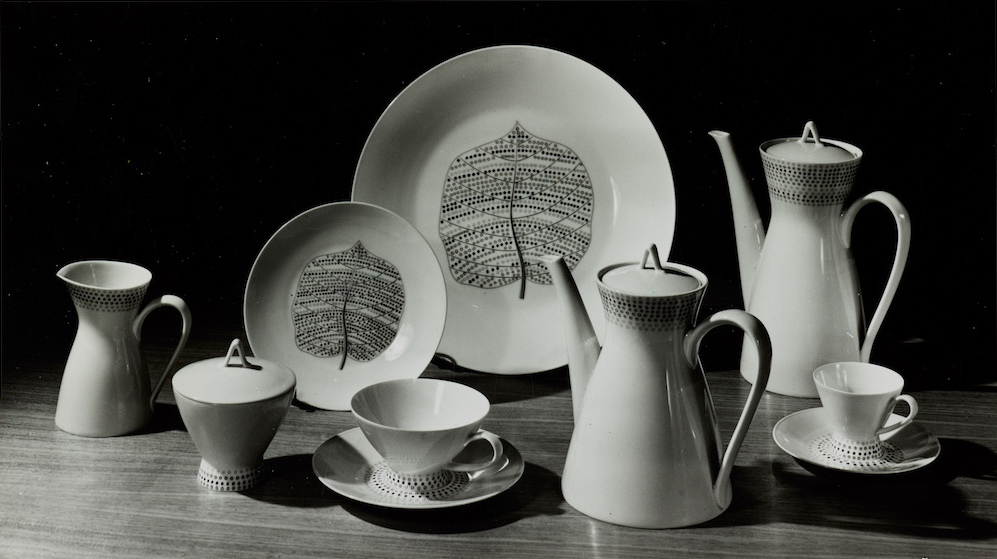
Platos de porcelana de Bond Street, diseño de Lucienne Day, Rosenthal, 1957

Después de aventurarse en el campo de los papeles pintados en el Festival de Gran Bretaña, Lucienne Day continuó diseñando papeles pintados durante el resto de la década. Deseosa de llegar a un mercado más amplio, se asoció con Lightbown Aspinall de Wall Paper Manufacturers Ltd, cuyos productos se comercializaban colectivamente bajo el nombre comercial Crown. Aunque fueron concebidas para su uso por arquitectos, los patrones abstractos de Lucienne estuvieron también al alcance del público general al estar impresos a máquina en lugar de a mano, lo que los hizo mucho más asequibles que sus papeles pintados anteriores para John Line y Cole and Son.
La colaboración de Lucienne con la empresa alemana Rasch, que promocionó sus papeles pintados como parte de su gama de artistas internacionales, le dio acceso a un público europeo. Impresos en uno o dos colores con una paleta deliberadamente restringida, sus diseños de papel tapiz eran más tranquilos y retraídos que sus textiles, al contar con motivos más pequeños y composiciones más simples. : 88, 90–93 
Las alfombras fueron otro campo en el que Lucienne estuvo muy activa durante las décadas de 1950 y 1960, colaborando con tres importantes firmas británicas: Wilton Royal, Tomkinsons e I. & C. Steele. Su primer diseño de alfombra, un patrón similar a un mosaico llamado Tesserae, producido por Tomkinsons, ganó un premio del Centro de Diseño en 1957. Como asesora de color de Wilton Royal, Lucienne seleccionó las combinaciones de colores para su gama Architects y en 1964 produjo una colección de diseños geométricos más atrevidos. : 98, 104–105, 130, 132 
Hoy en día es una práctica común que los diseñadores trabajen a nivel internacional, pero durante el período de posguerra esto era muy poco común. Uno de los clientes europeos de Lucienne fue la empresa de cerámica alemana Rosenthal. Para ella diseñó una serie de patrones de vajilla a partir de 1957 y más tarde se unió al panel de artistas internacionales de esta marca. : 92, 95–97, 132–135 

## Colaboraciones de diseño y trabajos de consultoría

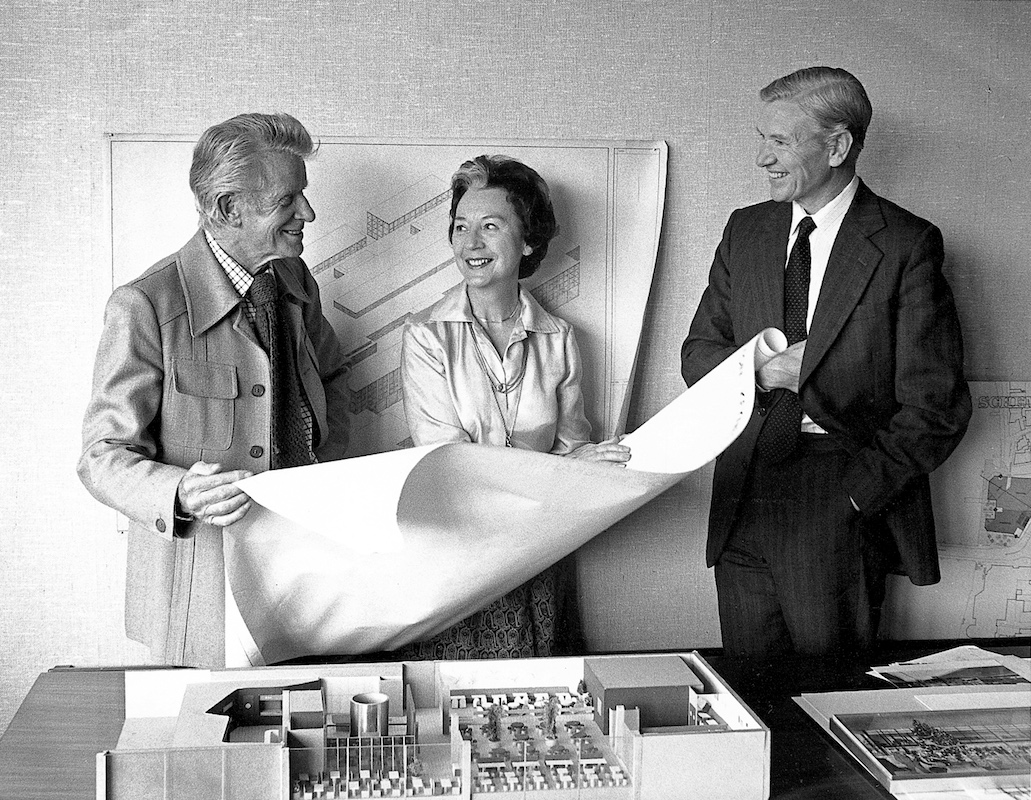
Robin y Lucienne Day con Harry Legg de John Lewis Partnership, 1979

Day y su marido compartieron estudio, pero emprendieron pocas colaboraciones formales, aparte de su trabajo de consultoría para BOAC y John Lewis Partnership.
Entre 1961 y 1967 trabajaron como consultores para la British Overseas Airways Corporation de 1961 a 1967, diseñando interiores para varias aeronaves, como la VC10 y la Super VC10. Además de seleccionar telas, alfombras, colores de pintura y laminados, Lucienne diseñó patrones para los mamparas y los marcos de las ventanas.
También desde 1962 hasta 1987, los Day supervisaron la introducción de un nuevo y completo "estilo de la casa" que afectaba todos los aspectos del diseño de la empresa, desde los interiores hasta la papelería y el embalaje. Después de implementarse en toda la red de tiendas departamentales de JLP, se desarrolló un plan similar para la red en expansión de supermercados Waitrose.

## Mosaicos de seda y carrera posterior

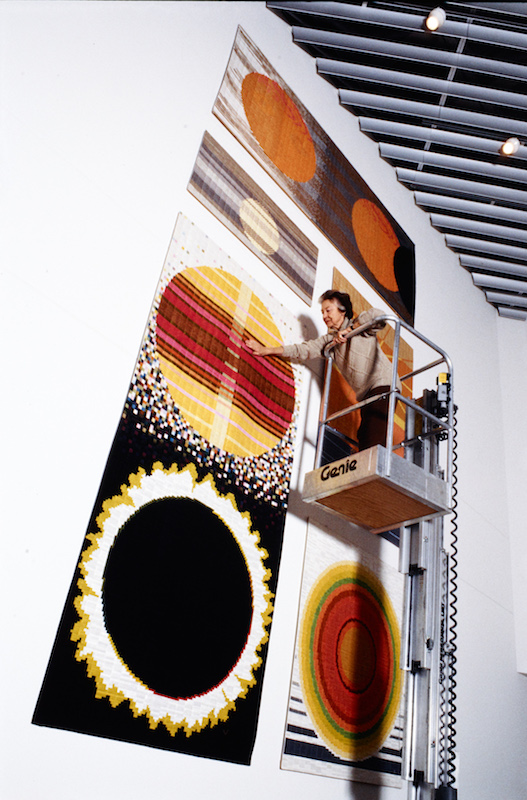
Aspectos del sol, mosaico en seda, Lucienne Day, 1990

En 1975 Lucienne Day decidió retirarse del diseño industrial. Muchos de sus clientes hanituales se habían jubilado y ya no se sentía en sintonía con los estilos predominantes. En busca de una nueva salida para su creatividad, desarrolló una nueva forma de arte: tapices de mosaico de seda únicos. Diseñados con papel cuadriculado, se construían a partir de pequeñas tiras o cuadrados de seda teñida, cosidos entre sí, de ahí el nombre de mosaicos de seda. Estos tapices de colores vibrantes (algunos abstractos, otros con motivos estilizados como los signos del zodíaco) se exhibieron durante las décadas de 1980 y 1990 en lugares como el Teatro Nacional de Londres y el Museo Röhsska de Gotemburgo.
Aunque el formato del mosaico de seda era más restrictivo que sus patrones textiles anteriores, Lucienne disfrutó del desafío de trabajar dentro de esta disciplina autoimpuesta, experimentando libremente con el juego de colores. Gracias a encargos para interiores específicos, como Aspectos del Sol, una gran pieza colgante creada en 1990 para la nueva tienda John Lewis en Kingston, pudo entrar en contacto con la arquitectura de una manera más directa y ambiciosa que nunca. Originalmente creada para la cafetería, Aspectos del Sol fue colgada nuevamente en otra parte del edificio en septiembre de 2016. : 160–164 
Después de mudarse al número 21 de West Street, Chichester, Sussex, en 2000, Lucienne Day se jubiló oficialmente. Las plantas habían sido durante mucho tiempo la inspiración para muchos de sus diseños de manera que, una vez que tuvo la oportunidad, dedicó gran parte de su tiempo a la botánica y a la jardinería. Murió el 30 de enero de 2010 a la edad de 93 años.

## Premios
A lo largo de su carrera, Lucienne Day ganó numerosos premios, incluida una Medalla de Oro por Calyx en la Trienal de Milán en 1951 y una Mención al Mérito del Instituto Americano de Decoradores en 1952.  En 1954, cuatro de sus tejidos Heal (Ticker Tape, Linear, Spectators y Graphica ) ganaron un Gran Premio en la Trienal de Milán.
En 1957 ganó un premio del Centro de Diseño del Consejo de Diseño Industrial por su alfombra Tesserae para Tomkinsons, el primero de tres premios. Su segundo encargo fue el de tres paños de cocina para Thomas Somerset: Black Leaf, Bouquet Garni y Too Many Cooks, en 1960. Su tercer galardón llegó en 1968 con la tela para decoración Chrevron para Heal Fabrics.
En 1962, Lucienne Day fue nombrada Diseñadora Real para la Industria (RDI), un nombramiento que, según la Royal Society of Arts, honra a los diseñadores que han logrado "una excelencia sostenida en el diseño estético y eficiente para la industria". En esa fecha, era la quinta mujer en ser nombrada RDI, y más tarde se convirtió en la primera mujer Maestra de la Facultad de Diseñadores Reales para la Industria entre 1987 y 1989. En 2004 se le concedió la OBE.

## Estilo e influencias
Los primeros textiles de Lucienne Day se inspiraron en su interés por el arte moderno, especialmente las pinturas abstractas de Paul Klee y Joan Miró . En 1957, Lucienne reflexionó sobre las tendencias recientes en materia de textiles y observó: “En los pocos años transcurridos desde el fin de la guerra, ha surgido un nuevo estilo de tejidos para tapicería… Supongo que lo más notable ha sido la reducción de la popularidad de los patrones basados en motivos florales y su sustitución por patrones no figurativos, generalmente ejecutados en colores claros y brillantes e inspirados en la escuela de pintura abstracta moderna”.
Sin embargo, aunque la abstracción fue el carácter dominante en su obra, Lucienne también perpetuó la tradición inglesa de patrones basados en formas vegetales, incorporando a menudo motivos estilizados derivados de la naturaleza, como hojas, flores, ramitas y vainas de semillas. Después de su incursión en la abstracción pictórica y textural a principios de la década de 1960, experimentó con diseños geométricos de bordes duros y múltiples capas compuestos por cuadrados, círculos, diamantes y rayas a mediados y finales de esa década. Los diseños florales estilizados y arbóreos siguieron siendo motivos recurrentes hasta mediados de la década de 1970.
Lucienne Day creía que el buen diseño debería ser asequible y en 2003 contó al periódico The Scotsman que había estado "muy interesada en la pintura moderna, aunque no quería ser pintora. Puse mi inspiración de la pintura en mis textiles, en parte porque supongo que era muy práctica. Todavía lo soy. Quería que la gente viera y usara el trabajo que estaba haciendo. Habían estado privados de cosas interesantes para sus hogares en los años de la guerra, ya fueran textiles o muebles". 

## Legado
Lucienne Day disfrutó de una larga carrera que abarcó seis décadas. Son especialmente conocidos sus tejidos de posguerra. Como señaló Lesley Jackson en 2010: "Sus patrones lúdicos capturan la exuberancia y el optimismo de principios de los años 50, cuando toda la energía creativa acumulada durante los años de guerra se desató en un torrente de alegre creatividad... En sintonía con las necesidades tanto de arquitectos como de amas de casa, y experta en la creación de patrones para diferentes medios, Lucienne fue preeminente en muchos campos del diseño de interiores".
Los logros de posguerra de Lucienne Day se dieron a conocer por primera vez en una importante exposición internacional llamada The New Look: Design in the Fifties en la Manchester City Art Gallery en 1991. En 1993 se realizó una amplia exposición individual en la Whitworth Art Gallery de Manchester, comisariada por la Dra. Jennifer Harris, autora de la monografía que la acompaña Lucienne Day: A Career in Design. En 2001, el trabajo de Lucienne y Robin Day se presentó en una retrospectiva conjunta en la Barbican Art Gallery de Londres, la mayor de su trabajo realizada hasta la fecha. Esta exposición estuvo acompañada por un libro de la historiadora y comisaria especializada en diseño Lesley Jackson llamado Robin and Lucienne Day – Pioneers of Contemporary Design (Mitchell Beazley, 2001), que documentaba las carreras de la pareja en detalle y trazó la evolución de sus estilos.
En la primavera de 2011 se celebró en la Pallant House Gallery de Chichester una exposición póstuma con el trabajo de los Days, titulada Robin and Lucienne Day: Design and the Modern Interior . La obra de Lucienne Day se conserva en muchas colecciones públicas, pero los dos principales repositorios son la Whitworth Art Gallery, de la Universidad de Manchester, y el Museo Victoria y Alberto, de Londres, donde también se conserva material de archivo seleccionado en el Archivo de Arte y Diseño.
La Fundación Robin y Lucienne Day, creada por la hija de los diseñadores, Paula Day, en 2012, ofrece información educativa sobre los Days a través de eventos y publicaciones, incluido un sitio web. La Fundación celebró el centenario de Lucienne Day en 2017 coordinando un programa nacional de eventos que destacaron diferentes aspectos de su carrera. Las dos exposiciones principales fueron Lucienne Day: A Sense of Growth, comisariada por Jennifer Harris en The Whitworth Art Gallery, que se centró en sus textiles inspirados en plantas, y la exposición Lucienne Day: Living Design de la Arts University Bournemouth, que celebró el legado de diseño de Lucienne Day en una muestra de fotografías de archivo y reediciones actuales de su trabajo. El Museo de Victoria y Alberto lanzó una colección en línea de Lucienne Day.